# Saison 2025-2026 du FC Sochaux-Montbéliard
 (juin 2025).
Motif : l'utilisateur qui a apposé ce bandeau n'a pas précisé le motif de la pose.
- Archive Wikiwix
- Bing
- Cairn
- DuckDuckGo
- E. Universalis
- Gallica
- Google
- G. Books
- G. News
- G. Scholar
- Persée
- Qwant
- (zh) Baidu
- (ru) Yandex

| 1. | Préciser le motif de la pose du bandeau. | Précisez le motif de la pose du bandeau en utilisant la syntaxe suivante : {{admissibilité à vérifier\|date=août 2025\|motif=remplacez ce texte par le motif}}                                                  |
| 2. | Informer les utilisateurs concernés.     | Pensez à avertir le créateur de l'article, par exemple, en insérant le code ci-dessous sur sa page de discussion : {{subst:avertissement admissibilité à vérifier\|Saison 2025-2026 du FC Sochaux-Montbéliard}} |

Maillots
Dernière mise à jour : 21 JUILLET 2025.
Chronologie
Saison précédente Saison suivante
La saison 2025-2026 est la troisième saison en National du Football Club Sochaux-Montbéliard.  Le club participe également à la Coupe de France où il débute au 5e tour comme tous les clubs de National.
Lors de la saison précédente, le FC Sochaux a terminé à une décevante douzième place en National et avait atteint les 16ème de finale de la Coupe de France de Football
En mai 2025, l'entraineur Frédéric Bompard est remplacé par Vincent Hognon, qui vient tout juste de quitter son poste de coach au Valenciennes Football Club. Il est accompagné de Franck Azzopardi, légende du Chamois niortais Football Club comme entraineur adjoint.  
Le maillot domicile de la saison 2025-2026 du FCSM est présenté le samedi 5 juillet 2025 par le groupe de rock Last Train lors des Eurockéennes de Belfort.

## Transferts
Le mercato de l'été 2025 est marqué par le retour de Mehdi Jeannin au club après deux saisons au Pau FC. D'autres joueurs arrivent également depuis des clubs de Ligue 2 : Benjamin Gomel (AS Nancy-Lorraine), Dylan Tavares (SC Bastia), Benjaloud Youssouf (USL Dunkerque) et Kapit Djoco (FC Annecy).
Le nouvel entraineur, Vincent Hognon, est accompagné par deux joueurs qu'il avait sous ses ordres au Valenciennes FC : Julien Masson et Aymen Boutoutaou. L'international martiniquais Jonathan Mexique arrive également depuis le Nîmes Olympique et Boubacar Fofana en provenance du club suisse du FC Winterthur.
Fidèle a sa tradition de club formateur, plusieurs jeunes du centre de formation signent leur premier contrat professionnel avec le FC Sochaux. 
Des joueurs en fin de contrat ou de prêt quittent le club ainsi que Dimitri Liénard qui met un terme à sa carrière de footballeur professionnel. 
Trois jeunes joueurs sont prêtés à des clubs de National 2 : Marie-Gaël Mukanya au SR Colmar et les jeunes sénégalais issues de la réserve du FCSM : Pape Seydou Ba et Pape Yatma Diop qui s'en vont à l'ASC Biesheim, club dont le président, Vincent Schmitt, est aussi l'un des actionnaires du FC Sochaux.

## Préparation d'avant-saison
Les Jaune et Bleu retrouvent les terrains d’entraînement le mercredi 25 juin, avant d’enchaîner avec cinq matchs de préparation. Un stage de préparation se déroule au Chambon-sur-Lignon, du 6 au 12 juillet. La reprise officielle du championnat de National est quant à elle fixée au vendredi 8 août. Le premier match amical marque la fin du stage de présaison et se joue face au club phare de Haute-Loire : Le Puy Foot 43. Le second match amical se joue en Alsace face au  ASC Biesheim  dont le président est aussi l'un des actionnaires du FC Sochaux. Le troisième match de préparation est le traditionnel derby de présaison 	Bourguignons/Francs-Comtois face au Dijon FCO. Le quatrième match test se joue au Luxembourg face club partenaire du FCSM : le Progrès Niederkorn. La préparation se solde par la réception du Red Star FC, pensionnaire de (Ligue 2)
Le bilan de cette préparation est de 2 victoires (face à l'ASC Biesheim et au Progrès Niederkorn)  pour 3 défaites (contre Le Puy Foot 43, le Dijon FCO et le Red Star FC).
| Match amical          | Le Puy Foot 43 (N)                 | 2-0 | FC Sochaux-Montbéliard | Stade municipal, Le Chambon-sur-Lignon |  |
| 12 juillet 2025 11h00 | 26e I Mohamed, 77e (Pen) J. Gromat |     |                        |                                        |  |
| 12 juillet 2025 11h00 |                                    |     |                        |                                        |  |

| Match amical          | ASC Biesheim (N2) | 1-3   | FC Sochaux-Montbéliard                         | Stade municipal de Biesheim, Biesheim |  |
| 19 juillet 2025 19h30 | 76e A. Reppert    | (0-0) | 63e A. Daho, 79e A. Boutoutaou, 82e D. Tavares |                                       |  |
| 19 juillet 2025 19h30 |                   |       |                                                |                                       |  |

| Match amical          | FC Sochaux-Montbéliard | 1-2   | Dijon FCO (N)                      | Stade Christian-Doussot, Saint-Vit |  |
| 23 juillet 2025 18h00 | 83e V. Joseph          | (0-1) | 6e F. Rombogouera, 88e A. Lembezat |                                    |  |
| 23 juillet 2025 18h00 |                        |       |                                    |                                    |  |

| Match amical          | Progrès Niederkorn (D1) | 0-3   | FC Sochaux-Montbéliard                          | Stade Albert-Berchem, Kehlen |  |
| 26 juillet 2025 18h00 |                         | (0-0) | 48e E. Mendes, 53e B. Gomel, 68e H. Bayanginisa |                              |  |
| 26 juillet 2025 18h00 |                         |       |                                                 |                              |  |

| Match amical        | FC Sochaux-Montbéliard | 1-2   | Red Star FC (Ligue 2)        | Stade Auguste-Bonal, Montbéliard |  |
| 1er août 2025 19h00 | 21e B. Gomel           | (1-2) | 4e K. Cissé, 7e P. Lemonnier |                                  |  |
| 1er août 2025 19h00 |                        |       |                              |                                  |  |

## Compétitions

### National

#### Classement
Évolution du classement en fonction des résultats
| Journée  | 1 | 2 | 3 | 4 | 5 | 6 | 7 | 8 | 9 | 10 | 11 | 12 | 13 | 14 | 15 | 16 | 17 | 18 | 19 | 20 | 21 | 22 | 23 | 24 | 25 | 26 | 27 | 28 | 29 | 30 | 31 | 32 | 33 | 34 | J. pro. | J. bar. | J. rel. |
| -------- | - | - | - | - | - | - | - | - | - | -- | -- | -- | -- | -- | -- | -- | -- | -- | -- | -- | -- | -- | -- | -- | -- | -- | -- | -- | -- | -- | -- | -- | -- | -- | ------- | ------- | ------- |
| Rang     | 4 | 1 |   |   |   |   |   |   |   |    |    |    |    |    |    |    |    |    |    |    |    |    |    |    |    |    |    |    |    |    |    |    |    |    | 1       | 0       | 0       |
| Résultat | V | V |   |   |   |   |   | X |   |    |    |    |    |    |    |    |    |    |    |    |    |    |    | X  |    |    |    |    |    |    |    |    |    |    |         |         |         |

### Coupe de France
| 5e tour |  | - |  |  |  |
|         |  |   |  |  |  |

## Statistiques de l'effectif
(En italique, les joueurs partis en cours de saison)

(En gras, les joueurs arrivés au mercato hivernal)

Mise à jour le 16 août 2025
| N°                 | Joueur                  | National | National | National    | National       | National | National     | Coupe de France | Coupe de France | Coupe de France | Coupe de France | Coupe de France | Coupe de France | Total  | Total | Total       | Total          | Total  | Total        |
| N°                 | Joueur                  | MJ (T)   | Mns      | But inscrit | Passe décisive | Averti   | Carton rouge | MJ (T)          | Mns             | But inscrit     | Passe décisive  | Averti          | Carton rouge    | MJ (T) | Mns   | But inscrit | Passe décisive | Averti | Carton rouge |
| ------------------ | ----------------------- | -------- | -------- | ----------- | -------------- | -------- | ------------ | --------------- | --------------- | --------------- | --------------- | --------------- | --------------- | ------ | ----- | ----------- | -------------- | ------ | ------------ |
| Gardiens de buts   |                         |          |          |             |                |          |              |                 |                 |                 |                 |                 |                 |        |       |             |                |        |              |
| 30                 | Alexandre Pierre        | 2 (2)    | 180      | 0           | 0              | 0        | 0            | 0 (0)           | 0               | 0               | 0               | 0               | 0               | 2 (2)  | 180   | 0           | 0              | 0      | 0            |
| 16                 | Matthis Schübler-Lecart | 0 (0)    | 0        | 0           | 0              | 0        | 0            | 0 (0)           | 0               | 0               | 0               | 0               | 0               | 0 (0)  | 0     | 0           | 0              | 0      | 0            |
| 1                  | Mehdi Jeannin           | 0 (0)    | 0        | 0           | 0              | 0        | 0            | 0 (0)           | 0               | 0               | 0               | 0               | 0               | 0 (0)  | 0     | 0           | 0              | 0      | 0            |
| Défenseurs         |                         |          |          |             |                |          |              |                 |                 |                 |                 |                 |                 |        |       |             |                |        |              |
| 2                  | Lamine Touré            | 0 (0)    | 0        | 0           | 0              | 0        | 0            | 0 (0)           | 0               | 0               | 0               | 0               | 0               | 0 (0)  | 0     | 0           | 0              | 0      | 0            |
| 4                  | Arthur Vitelli          | 2 (2)    | 168      | 0           | 0              | 0        | 0            | 0 (0)           | 0               | 0               | 0               | 0               | 0               | 2 (2)  | 168   | 0           | 0              | 0      | 0            |
| 5                  | Boris Moltenis          | 1 (1)    | 90       | 0           | 0              | 0        | 0            | 0 (0)           | 0               | 0               | 0               | 0               | 0               | 1 (1)  | 90    | 0           | 0              | 1      | 0            |
| 14                 | Mathieu Peybernes       | 2 (1)    | 102      | 1           | 0              | 1        | 0            | 0 (0)           | 0               | 0               | 0               | 0               | 0               | 2 (1)  | 102   | 1           | 0              | 1      | 0            |
| 17                 | Bendjaloud Youssouf     | 2 (2)    | 180      | 0           | 1              | 0        | 0            | 0 (0)           | 0               | 0               | 0               | 0               | 0               | 2 (2)  | 180   | 0           | 1              | 0      | 0            |
| 18                 | Enzo Dodé-Zéhé          | 0 (0)    | 0        | 0           | 0              | 0        | 0            | 0 (0)           | 0               | 0               | 0               | 0               | 0               | 0 (0)  | 0     | 0           | 0              | 0      | 0            |
| 21                 | Abderrezzek Saidi       | 0 (0)    | 0        | 0           | 0              | 0        | 0            | 0 (0)           | 0               | 0               | 0               | 0               | 0               | 0 (0)  | 0     | 0           | 0              | 0      | 0            |
| 24                 | Dylan Tavares           | 2 (2)    | 180      | 0           | 0              | 0        | 0            | 0 (0)           | 0               | 0               | 0               | 0               | 0               | 21 (2) | 180   | 0           | 0              | 0      | 0            |
| Milieux de terrain |                         |          |          |             |                |          |              |                 |                 |                 |                 |                 |                 |        |       |             |                |        |              |
| 6                  | Elson Mendes Da Silva   | 2 (2)    | 180      | 0           | 0              | 1        | 0            | 0 (0)           | 0               | 0               | 0               | 0               | 0               | 2 (2)  | 180   | 0           | 0              | 0      | 0            |
| 8                  | Honoré Bayanginisa      | 0 (0)    | 0        | 0           | 0              | 0        | 0            | 0 (0)           | 0               | 0               | 0               | 0               | 0               | 0 (0)  | 0     | 0           | 0              | 0      | 0            |
| 15                 | Jonathan Mexique        | 2 (0)    | 30       | 0           | 1              | 0        | 0            | 0 (0)           | 0               | 0               | 0               | 0               | 0               | 2 (0)  | 30    | 0           | 1              | 0      | 0            |
| 23                 | Julien Masson           | 2 (2)    | 180      | 0           | 0              | 1        | 0            | 0 (0)           | 0               | 0               | 0               | 0               | 0               | 2 (2)  | 180   | 0           | 0              | 1      | 0            |
| 26                 | Samy Benchamma          | 0 (0)    | 0        | 0           | 0              | 0        | 0            | 0 (0)           | 0               | 0               | 0               | 0               | 0               | 0 (0)  | 0     | 0           | 0              | 0      | 0            |
| 39                 | Victor Joseph           | 0 (0)    | 0        | 0           | 0              | 0        | 0            | 0 (0)           | 0               | 0               | 0               | 0               | 0               | 0 (0)  | 0     | 0           | 0              | 0      | 0            |
| Attaquants         |                         |          |          |             |                |          |              |                 |                 |                 |                 |                 |                 |        |       |             |                |        |              |
| 7                  | Benjamin Gomel          | 2 (2)    | 162      | 1           | 0              | 1        | 0            | 0 (0)           | 0               | 0               | 0               | 0               | 0               | 2 (2)  | 162   | 1           | 0              | 1      | 0            |
| 9                  | Kapit Djoco             | 2 (2)    | 184      | 1           | 0              | 0        | 0            | 0 (0)           | 0               | 0               | 0               | 0               | 0               | 2 (2)  | 148   | 1           | 0              | 0      | 0            |
| 10                 | Boubacar Fofana         | 2 (1)    | 106      | 1           | 1              | 0        | 0            | 0 (0)           | 0               | 0               | 0               | 0               | 0               | 2 (1)  | 106   | 1           | 1              | 0      | 0            |
| 11                 | Alex Daho               | 1 (1)    | 68       | 0           | 0              | 0        | 0            | 0 (0)           | 0               | 0               | 0               | 0               | 0               | 1 (1)  | 68    | 0           | 0              | 0      | 0            |
| 19                 | Martin Lecolier         | 2 (0)    | 40       | 0           | 0              | 0        | 0            | 0 (0)           | 0               | 0               | 0               | 0               | 0               | 2 (0)  | 40    | 0           | 0              | 0      | 0            |
| 22                 | Solomon Loubao          | 1 (0)    | 6        | 1           | 0              | 0        | 0            | 0 (0)           | 0               | 0               | 0               | 0               | 0               | 1 (0)  | 6     | 1           | 0              | 0      | 0            |
| 25                 | Victor Monthieu         | 0 (0)    | 0        | 0           | 0              | 0        | 0            | 0 (0)           | 0               | 0               | 0               | 0               | 0               | 0 (0)  | 0     | 0           | 0              | 0      | 0            |
| 28                 | Aymen Boutoutaou        | 2 (2)    | 150      | 1           | 0              | 2        | 0            | 0 (0)           | 0               | 0               | 0               | 0               | 0               | 2 (2)  | 150   | 1           | 0              | 2      | 0            |
| 12                 | Aboubacar Sidibé        | 1 (0)    | 6        | 0           | 0              | 0        | 0            | 0 (0)           | 0               | 0               | 0               | 0               | 0               | 1 (0)  | 6     | 0           | 0              | 0      | 0            |

### Classement des buteurs
Voici la liste de l'ensemble des buteurs du FCSM en National et en Coupe de France.
Le classement est établi selon les critères suivants, plus grand nombre de buts inscrits, plus grand nombre de buts inscrits en championnat, plus petit nombre de matchs joués toutes compétitions confondues, plus faible temps de jeu toutes compétitions confondues, sinon les joueurs concernés sont placés à égalité dans le classement.
| Place | Nom                       | Matchs joués              | Temps de jeu en minutes   | Buts en National | Buts en Coupe de France | TOTAL |
| 1     | Solomon Loubao            | 1                         | 6                         | 1                | -                       | 1     |
| 2     | Mathieu Peybernes         | 2                         | 102                       | 1                | -                       | 1     |
| 3     | Boubacar Fofana           | 2                         | 106                       | 1                | -                       | 1     |
| 4     | Kapit Djoco               | 2                         | 148                       | 1                | -                       | 1     |
| 5     | Aymen Boutoutaou          | 2                         | 150                       | 1                | -                       | 1     |
| 6     | Benjamin Gomel            | 2                         | 162                       | 1                | -                       | 1     |
| -     | (csc) But contre son camp | (csc) But contre son camp | (csc) But contre son camp | 0                | 0                       | 0     |
| TOTAL | TOTAL                     | TOTAL                     | TOTAL                     | 7                | 0                       | 7     |

### Classement des passeurs décisifs
Voici la liste de l'ensemble des passeurs décisifs du FCSM en National et en Coupe de France.
Le classement est établi selon les critères suivants, plus grand nombre de passes décisives, plus grand nombre passes décisives en championnat, plus petit nombre de matchs joués toutes compétitions confondues, plus faible temps de jeu toutes compétitions confondues, sinon les joueurs concernés sont placés à égalité dans le classement.
| Place | Nom                | Matchs joués | Temps de jeu en minutes | Passes décisives en National | Passes décisives en Coupe de France | TOTAL |
| 1     | Jonathan Mexique   | 2            | 30                      | 1                            | -                                   | 1     |
| 2     | Boubacar Fofana    | 2            | 106                     | 1                            | -                                   | 1     |
| 3     | Benjaloud Youssouf | 2            | 180                     | 1                            | -                                   | 1     |
| TOTAL | TOTAL              | TOTAL        | TOTAL                   | 3                            | 0                                   | 3     |

## Affluence

#### Affluence à domicile par adversaire
Mise à jour le 16 aout 2025.
| Rang | Adversaire       | Afluence | Remplissage | Compétition | Tour/Journée |
| ---- | ---------------- | -------- | ----------- | ----------- | ------------ |
| 1    | US Orléans       | 10 899   | 54.5 %      | National    | J2           |
| 2    |                  | 0        | 0 %         | National    | J4           |
| 3    |                  | 0        | 0 %         | National    | J6           |
| 4    |                  | 0        | 0 %         | National    | J8           |
| 5    |                  | 0        | 0 %         | National    | J10          |
| 6    |                  | 0        | 0 %         | National    | J12          |
| 7    |                  | 0        | 0 %         | National    | J14          |
| 8    |                  | 0        | 0 %         | National    | J16          |
| 9    |                  | 0        | 0 %         | National    | J19          |
| 10   |                  | 0        | 0 %         | National    | J21          |
| 11   |                  | 0        | 0 %         | National    | J23          |
| 12   |                  | 0        | 0 %         | National    | J25          |
| 13   |                  | 0        | 0 %         | National    | J27          |
| 14   |                  | 0        | 0 %         | National    | J29          |
| 15   |                  | 0        | 0 %         | National    | J31          |
| 16   |                  | 0        | 0 %         | National    | J33          |
| 17   |                  | 0        | 0 %         | National    | J34          |
| -    | Moyenne générale | 10 899   | 54.5 %      | -           | -            |

#### Affluence à l'extérieur par adversaire
Mise à jour le 11 aout 2025.
| Rang | Adversaire                        | Affluence     | Remplissage | Stade                | Compétition | Tour/Journée |
| ---- | --------------------------------- | ------------- | ----------- | -------------------- | ----------- | ------------ |
| 1    | Le Puy Foot 43 Auvergne           | 1 940         | 40.4 %      | Stade Charles-Massot | National    | J1           |
| 2    |                                   | 0             | 0 %         |                      | National    |              |
| 3    |                                   | 0             | 0 %         |                      | National    |              |
| 4    |                                   | 0             | 0 %         |                      | National    |              |
| 5    |                                   | 0             | 0 %         |                      | National    |              |
| 6    |                                   | 0             | 0 %         |                      | National    |              |
| 7    |                                   | 0             | 0 %         |                      | National    |              |
| 8    |                                   | 0             | 0 %         |                      | National    |              |
| 9    |                                   | 0             | 0 %         |                      | National    |              |
| 10   |                                   | 0             | 0 %         |                      | National    |              |
| 11   |                                   | 0             | 0 %         |                      | National    |              |
| 12   |                                   | 0             | 0 %         |                      | National    |              |
| 13   |                                   | 0             | 0 %         |                      | National    |              |
| 14   |                                   | 0             | 0 %         |                      | National    |              |
| 15   |                                   | 0             | 0 %         |                      | National    |              |
| 16   |                                   | 0             | 0 %         |                      | National    |              |
| 17   | FC Rouen                          | 0 (huis clos) | 0 %         | Stade Robert-Diochon | National    | J3           |
| -    | Moyenne générale (hors huis clos) | 1 940         | 40.4 %      |                      | -           | -            |